# Landsmannschaft der Buchenlanddeutschen
Die Landsmannschaft der Buchenlanddeutschen e. V.  war ein Vertriebenenverband, welcher die aus der Bukowina 1940 umgesiedelten Bukowinadeutschen vertrat. Er wurde im Oktober 1949 unter dem Namen Landsmannschaft der deutschen Umsiedler aus der Bukowina in München gegründet. Ihr erster Sprecher war Rudolf Wagner. Die Landsmannschaft war Mitglied im Bund der Vertriebenen (BdV), Bundesvorsitzender war zuletzt Ewald Zachmann. Der Verein löste sich 2020 auf.

## Aufgaben und Ziele
Der Verein war eine überparteiliche und überkonfessionelle Vereinigung der in der Bundesrepublik Deutschland lebenden deutschen Umsiedler aus dem Buchenland und ihrer Nachfahren. Sie bezweckte die Wahrung und Förderung des Heimatgedankens, heimatlicher Sitten und Bräuche und bot Eingliederungshilfe für die Landsleute.

### Pflege des Kulturguts
Diese Ziele der Landsmannschaft sollten unter anderem durch die Pflege des Kulturgutes und der geschichtlichen Tradition der Buchenlanddeutschen erreicht werden. Sie unterhielt Sing-, Folklore- und Arbeitsgemeinschaften und hatte enge Kontakte zum Bukowina-Institut an der Universität Augsburg und zu den deutschen Vereinigungen und Kultureinrichtungen in der Nord- und Südbukowina.

### Publikationen
Die Landsmannschaft der Buchenlanddeutschen war Herausgeber von Publikationen aller Art, Dokumentationen und einer eigenen Zeitung, Der Südostdeutsche (SOD). Diese erschien einmal im Monat und wurde redaktionell von Luzian Geier betreut.

### Studienreisen
De Verein führte jährlich Besucher- und Studienreisen in die Nord- (heute Oblast Tscherniwzi) und Südbukowina (heute Kreis Suceava) durch.

## Geschichtlicher Hintergrund
1940 wurden die Bukowinadeutschen infolge des Hitler-Stalin-Pakts im Zuge der Aktion „Heim ins Reich“ ins heutige Polen umgesiedelt, nachdem Teile der Bukowina 1940 von der Sowjetunion militärisch besetzt worden waren. Als 1944/1945 die Ostfront näher rückte, flohen die in den polnischen Gebieten angesiedelten Bukowinadeutschen wie die übrige dort lebende deutsche Bevölkerung nach Westen. Nach 1945 siedelten die noch rund 7.500 in der Bukowina verbliebenen Deutschen in die Bundesrepublik Deutschland aus.